# Konon (påve)
Konon, född på Sicilien, död 21 september 687, var påve mellan 21 oktober 686 och 21 september 687, då han dog i Rom.

## Biografi
Konons kandidatur till påvetiteln var en kompromiss, då det var konflikter mellan två fraktioner i Rom, en militär och en kyrklig.
Konon var son till en officer i den thrakiska armén, utbildades på Sicilien och prästvigdes i Rom. Hans ålder, ärevördiga utseende och enkla karaktär gjorde att prästerskapet och militären, som var i konflikt att välja bort sina respektive kandidater,  istället valde honom. Han konsekrerades till påve den 21 oktober 686, efter att exarken av Ravenna meddelats om hans val, eller efter att denne bekräftat detta val.
Konon emottog de irländska missionärerna, Sankt Kilian och dennes följeslagare, konsekrerade Kilian som biskop, och gav denne och följeslagarna i uppdrag att predika evangeliet i Franken. Han hade goda förbindelser med kejsar Justinianus II som meddelade honom att han återinfört bestämmelserna från det sjätte generalkonciliet, vilka, skrev han, han avsåg att iakttaga.